# Sedletín
Sedletín (en allemand : Sedletin) est une commune du district de Havlíčkův Brod, dans la région de Vysočina, en République tchèque. Sa population s'élevait à 287 habitants en 2020.

## Géographie
Sedletín se trouve à 8 km à l'ouest-sud-ouest de Chotěboř, à 12 km au nord de Havlíčkův Brod, à 35 km au nord de Jihlava et à 91 km au sud-est de Prague.
La commune est limitée par Kámen à l'ouest et au nord-ouest, par Vepříkov au nord, par Jilem au nord et à l'est, par Horní Krupá et Olešná au sud, et par Skuhrov au sud-ouest.

## Histoire
La première mention écrite du village date de 1400. Il se trouve dans la région historique de Bohême.

## Administration
La commune se compose de deux quartiers :
- Sedletín
- Veselá u Sedletína

## Transports
Par la route, Sedletín se trouve à 8,5 km de Chotěboř , à 15 km de Havlíčkův Brod, à 43 km de Jihlava et à 116 km de Prague.